# 临安区
临安区是中國浙江省杭州市下辖的一个市辖区，位于浙江省西北部天目山區，東鄰餘杭區，南連富陽區和桐廬縣、淳安縣，西接安徽省歙縣，北接安吉縣及安徽省績溪縣、寧國市。區人民政府駐錦城街道衣锦街398号。区域总面积为3,118.77平方公里。
臨安縣建置始於東漢建安十六年（211年），時稱臨水縣，縣治在高虹鎮高樂村。西晉太康元年（280年），因境內臨安山而更名臨安縣。1996年12月28日，臨安撤縣設市。2017年9月15日，臨安撤市設區。

## 历史
今临安区辖境在历史上分为三个部分：东部属南苕溪流域，居餘杭、德清、湖州之上游；中部属天目溪流域，西部属昌化溪流域，居分水、桐庐、富阳、杭州之上游。三部分通过杭徽古道贯通，中晚唐以来一千一百多年的时间里基本为三县之格局，直到1960年才合并成一个行政区划。
东部于东汉建安十六年（211）始置临水县，在南朝梁、陈之际分拆并入餘杭、於潜，唐垂拱四年（688）恢复，此后建置、辖境始终稳定。县名曾多次改变，五代时由吴越王钱镠改名安国县，吴越献土入宋后复称临安县，此后沿用不变。
中西部于西汉元封二年（前109）始置於朁县，东汉改名於潜县。至唐中期，经过多次拆合，最终于长庆元年（821）析西部置唐山县，此后两县格局一直稳定。於潜县名始终不变。唐山县五代时多次改名，至宋朝改称昌化县，此后沿用不变。
1958年，余杭县并入临安县，於潜县并入昌化县。1960年，昌化县（含原於潜县）并入临安县。1961年，原余杭县析出。今临安辖境自此奠定。1996年撤县设市。2017年撤市设区。
| 名称、分合大事记 | 名称、分合大事记                                                                                     | 名称、分合大事记             | 名称、分合大事记 | 名称、分合大事记                                                     | 名称、分合大事记                                                     | 名称、分合大事记 |
| 时间             | 分水江流域                                                                                           | 分水江流域                   | 分水江流域       | 南苕溪流域                                                           | 南苕溪流域                                                           | 南苕溪流域       |
| 时间             | 昌化溪流域                                                                                           | 两溪汇合处                   | 天目溪流域       | 南苕溪流域                                                           | 南苕溪流域                                                           | 南苕溪流域       |
| ---------------- | --- | ---------------------------- | ---------------- | -------------------------------------------------------------------- | -------------------------------------------------------------------- | ---------------- |
| 前109－211       | 潜                                                                                                   | 潜                           | 潜               | 餘杭                                                                 | 餘杭                                                                 | 餘杭             |
| 211－557？       | 潜                                                                                                   | 潜                           | 潜               | 临水（211－280） 临安（280－557？）                                  | 临水（211－280） 临安（280－557？）                                  | 餘杭             |
| 557？－624       | 潜                                                                                                   | 潜                           | 潜               | 潜                                                                   | 餘杭                                                                 | 餘杭             |
| 624－625         | 潜                                                                                                   | 潜                           | 潜               | 临水                                                                 | 临水                                                                 | 餘杭             |
| 625－686         | 潜                                                                                                   | 潜                           | 潜               | 潜                                                                   | 餘杭                                                                 | 餘杭             |
| 686－688         | 紫溪                                                                                                 | 紫溪                         | 潜               | 潜                                                                   | 餘杭                                                                 | 餘杭             |
| 688－696         | 紫溪（688－696） 武隆（696）                                                                         | 紫溪（688－696） 武隆（696） | 潜               | 临水                                                                 | 临水                                                                 | 餘杭             |
| 696－700         | 武隆                                                                                                 | 紫溪                         | 潜               | 临水                                                                 | 临水                                                                 | 餘杭             |
| 700－704         | 紫溪                                                                                                 | 紫溪                         | 潜               | 临水                                                                 | 临水                                                                 | 餘杭             |
| 704－767         | 武隆（704－705） 唐山（705－767）                                                                    | 紫溪                         | 潜               | 临水                                                                 | 临水                                                                 | 餘杭             |
| 767－821         | 潜                                                                                                   | 潜                           | 潜               | 临水                                                                 | 临水                                                                 | 餘杭             |
| 821－1958        | 唐山（821－908） 吴昌（908－923） 唐山（923－942） 横山（942－？） 吴昌（？－978） 昌化（978－1958） | 潜                           | 潜               | 临水（821－900） 临安（900－908） 安国（908－978） 临安（978－1958） | 临水（821－900） 临安（900－908） 安国（908－978） 临安（978－1958） | 餘杭             |
| 1958－1960       | 昌化                                                                                                 | 昌化                         | 昌化             | 临安                                                                 | 临安                                                                 | 临安             |
| 1960－1961       | 临安                                                                                                 | 临安                         | 临安             | 临安                                                                 | 临安                                                                 | 临安             |
| 1961－           | 临安                                                                                                 | 临安                         | 临安             | 临安                                                                 | 临安                                                                 | 餘杭             |
秦汉属会稽郡餘杭县。东汉建安十六年（211年）分餘杭置临水县，西晋太康元年（280年）改临安县，唐代武德七年（624年）于於潜县置潜州，并置临水县，光化三年（900年）又改回临安县。
五代时，由于吴越国开国国王钱镠出生于临安，在钱镠逐渐建立政权后开始在临安太庙山兴建新城池，屡次改名，包括“安众营”、“衣锦营”、“衣锦城”，908年（后梁开平二年）又设新的行政区划“安国衣锦军”（简称衣锦军），治所在衣锦城，同时临安县改安国县。吴越国的太庙、钱镠的王陵等都建在衣锦城内。
宋代太平兴国三年（978年）吴越国纳土归宋，安国县复改临安县，979年衣锦军改顺化军，980年顺化军废。
1958年撤餘杭县入临安县。1960年9月撤昌化县入临安县。1961年3月划临安县的7个乡归杭州市钱塘联社（今杭州市餘杭区）。1988年被中国国务院批准划入中国沿海经济开发区城市。1996年撤县设市。2017年9月15日，杭州市临安区正式挂牌成立，临安撤市设区。

## 地理
临安多山地，森林覆盖率达76.55%，出产木材、竹子、笋干、茶叶、山核桃和多种药材。全市年平均气温15℃，降水量1444毫米。

### 山脉山峰
临安境内有天目山脉、昱岭山脉两只，其中天目山脉有山峰：

| 山峰     | 海拔 |
| -------- | ---- |
| 清凉峰   | 1787 |
| 窑头山   | 1095 |
| 龙塘山   | 1586 |
| 长坪尖   | 1226 |
| 马啸岭   | 1502 |
| 百丈岭   | 1334 |
| 纤岭     | 1014 |
| 千顷山   | 1347 |
| 照君岩   | 1449 |
| 柳岭     | 730  |
| 芦塘岭   | 885  |
| 尖山岭   | 853  |
| 康山岭   | 948  |
| 滴水岩   | 1217 |
| 道场坪   | 963  |
| 桐关岭   | 536  |
| 千秋关   | 398  |
| 西天目山 | 1506 |
| 东天目山 | 1479 |
| 龙王山   | 1587 |
| 仰天坪   | 1248 |
| 平顶山   | 1109 |
| 茶叶坪   | 1141 |
| 草山     | 1122 |
| 大山岭   | 988  |
| 木公山   | 1059 |
| 红桃山   | 1029 |

昱岭山脉有山峰：
| 山峰   | 海拔 |
| ------ | ---- |
| 石耳尖 | 1172 |
| 昱岭   | 508  |
| 搁船尖 | 1447 |
| 雨伞尖 | 1459 |
| 大岭塔 | 1446 |
| 牵牛岗 | 1489 |
| 千亩田 | 1280 |
| 和尚坪 | 1082 |
| 扁担山 | 1061 |
| 留尖山 | 1135 |

其他山峰有：
| 山峰     | 海拔   |
| -------- | ------ |
| 马尖岗   | 1271.4 |
| 青草湾岗 | 1073.9 |
| 桐坑岗   | 1506   |
| 笔架山   | 1385   |

### 物产资源
- 境内有钨、铍矿，是资源贫乏的浙江省内的唯一矿床。其它金属资源有铜、铅、锌、金、褐铁、钼、辉锑、锰等。
- 非金属资源有钠基膨润土、萤石、石灰石、石煤、白云岩、泥炭、重晶石、叶蜡石、黏土、石英、冰洲石等。
- 动物资源有华南虎、金丝猴、梅花鹿等。植物资源有茶叶、笋干、山核桃、白果、板栗等。
- 土特产品有临安老三宝（天目云雾茶、天目笋干、山核桃）和临安新三宝（萸肉、朮、百果）。还盛产昌化鸡血石，制作印章的上等用料。

## 行政区划
下辖5个街道、13个镇，11个社区、15个居民区298个行政村25个居委会：
| 临安区行政区划图 | 临安区行政区划图 | 临安区行政区划图  | 临安区行政区划图 | 临安区行政区划图 | 临安区行政区划图 |
| --- | ---------------- | ----------------- | ---------------- | ---------------- | ---------------- |
| ① 锦城 ② 锦南 ③ 青山湖 ① 锦北 ② 玲珑 ③ 板桥 高虹 太湖源 天 · 目 · 山 於潜 太阳 昌化 龙岗 岛石 清凉峰 河桥 湍口 潜川 |                  |                   |                  |                  |                  |
| 区划代码 | 区划名称         | 面积 （平方千米） | 邮政编码         | 社区数           | 行政村数         |
| 330112002 | 玲珑街道         | 113.72            | 311301           | 2                | 14               |
| 330112005 | 锦南街道         | 43.9              | 311300           | 3                | 7                |
| 330112006 | 锦城街道         | 61.57             | 311300           | 15               | 4                |
| 330112007 | 锦北街道         | 81.54             | 311300           | 9                | 5                |
| 330112008 | 青山湖街道       | 135.6             | 311305           | 7                | 13               |
| 330112102 | 高虹镇           | 113.3             | 311307           | 0                | 9                |
| 330112103 | 太湖源镇         | 240.4             | 311306           | 0                | 20               |
| 330112104 | 於潜镇           | 261               | 311311           | 1                | 30               |
| 330112106 | 太阳镇           | 205.3             | 311314           | 0                | 18               |
| 330112107 | 潜川镇           | 173               | 311313           | 0                | 16               |
| 330112108 | 昌化镇           | 232.6             | 311321           | 1                | 14               |
| 330112109 | 河桥镇           | 190.8             | 311324           | 0                | 11               |
| 330112111 | 湍口镇           | 206.5             | 311325           | 0                | 13               |
| 330112112 | 清凉峰镇         | 306.7             | 311323           | 0                | 17               |
| 330112113 | 岛石镇           | 139               | 311331           | 0                | 16               |
| 330112115 | 板桥镇           | 139.3             | 311305           | 0                | 15               |
| 330112116 | 天目山镇         | 246               | 311312           | 0                | 23               |
| 330112117 | 龙岗镇           | 261.2             | 311322           | 0                | 24               |

- 青山湖技术高新区为省级经济开发区，增挂国家级高新区牌子。
- 临安主城区建成面积24.6平方公里。滨湖新区建成面积4.8平方公里。锦南新城城区规划面积11平方公里，青山湖科技城城区建成面积75平方公里。
- 青山湖科技城是浙江建设科技强省和创新型省份的重大工程，也是杭州城西科创产业集聚区的核心组成部分。2009年5月15日，省政府第32次常务会议批准设立。同年11月30日，青山湖科技城正式奠基建设。青山湖科技城规划面积115平方公里，分为四大功能区。研发区面积5平方公里，启动区块面积2.07平方公里，是科技城核心，建成后将集聚大批科研机构和研发人才。产业化区面积40平方公里，是高端产业和高新企业的集聚地。现代服务和综合生活配套区面积25平方公里，是企业总部、中介机构、现代服务业的集聚地。生态休闲区面积45平方公里，将围绕青山湖适度开发生态休闲旅游业。
- 锦南新城：未来城南地区将成为锦城片区空间拓展的核心承载地，南部地区的土地价值将显著提升。锦南新城将充分利用临近主城的先天优势，以及完善的公共服务设施，集聚人气，带动南部地区的开发，成为城南地区的核心功能片区。其中，城际铁路站终点战设区锦南新城核心区。
- 滨湖新区，规划八车道钱锦大道，彩虹快速路，规划面积3平方公里。是临安会客厅。

## 经济
工业有电缆、电子、丝绸、医药和农产品加工等门类，是全国综合实力百强县之一。中国电子商务百强县第32名。浙江省17强经济县市之一，浙江省首批小康县之一，浙江省十七强经济扩权县之一。2013年全年实现GDP409.23亿元，财政总收入48.6亿元，其中地方财政收入26.1亿元，分别增长10.1%和10.4%；城镇居民人均可支配收入34320元，农村居民人均纯收入17561元，分别增长11.1%和11.4%。2014年全年实现生产总值450亿元，同比增长8%；分别为；投资、消费、出口均保持两位数以上增长；规模工业销售产值达到662.46亿元。,财政总收入52.6亿元，其中地方财政收入28.2亿元，分别增长8.1%和8%；城乡居民人均可支配收入分别达37860元和21578元，增长10.3%和10.9%。提前完成“十二五”节能减排目标任务。2015年1季度实现GDP93.95亿元，同比增长7.6%，财政收入实现16.54亿元，同比增长15.00%。固定资产投资额实现26.32亿元，同比增长7.1%。

## 交通
杭瑞高速（原杭徽高速公路）（杭州市-黄山市）
出口： 青山、临安、玲珑、藻溪（天目山）、於潜、太阳、昌化、龙岗、清凉峰、白果（大明山）、杭徽（省界）。
- 102省道（原02省道）（杭州-临安-於潜-昌化-安徽歙县）（部分路段已升格为 329国道）
- 208省道（原16省道）(安徽宁国-千秋关-於潜-分水-桐庐）（部分路段已升格为 235国道和 329国道）
- 209省道（原18省道）（龙岗-浙西大峡谷-安徽胡乐）（已升格为 330国道）
- 205省道（原13省道）（临安-安吉）
- 206省道（原14省道）（临安-富阳新登）
- 科技大道（杭州城西科创道路））
- 临安-缙云（疏港快速路）
- 临安区区内公交
- 杭州市域公交381路（临安汽车东站－六公园北站）“临安至火车东站专线”（临安汽车东站－火车东站），“杭电信工至黄龙专线”（杭电信工学院－杭州黄龙公交站），599路（临安区汽车北站－蒋村公交中心站）及其他专线。
- 国道（临金高速）沿线经过临安、桐庐、建德、兰溪、金东等5个县（市、区），将连接杭徽、杭（杭州）新（新安江）景（景德镇）、杭金衢、金丽温4条高速公路。2015年底开建，工期4年。
- 长西线（临安—余杭）据悉，长西线沟通杭长（宜）高速公路、 104国道和杭徽高速公路，连接02、04、13、15省道等干线公路。它分主线和支线，主线全长26.9公里，设计速度80km/h，双向四车道。目前在建的是主线，它的起点在余杭区径山镇长乐林场，终点在临安市的玲珑街道。于2015年7月通车。
- 杭州绕城高速西复线(二绕西线)杭州至绍兴段起于德清与余杭交接的姜家山附近，经余杭、临安、富阳、萧山和诸暨，终于杭金衢高速公路直埠枢纽，全长约100公里，双向6车道，设计速度100km/h，设枢纽互通4处，计划2018年底建成通车。
- 330国道(昌文线)临安湍口至淳安临岐段，2015年6月动工，2017年12月通车。着力推进白龙公路、倒上线、横乐线、华源线、颊浙线、凌龙线等县乡道路改建工程。
- 杭州地铁16号线，自杭州地铁5号线西端终点站起，向西沿常顺路、凤新路穿越余杭镇，后沿02省道（杭瑞高速）北侧西行，再转入科技大道（景观大道）经青山镇北侧，之后沿临余公路到达临安主城区边，然后下穿南苕溪再沿环城东路、钱王大街穿越临安主城区，再转入环城西路、玲珑大道，最后终于玲三路站（锦南新城核心区）

线路全长约35.6公里，设站9座，平均站间距4.4公里。其中地下车站4座，地下线（含地下到地上的过渡敞开段）约15.6公里。16号线将与地铁5号线一起于2019年底建成，未来与地铁3号线换乘。2015年开建。远期向西延伸至昌化于谦，与杭武铁路相连。
远期，另有温义合高铁已经上报发改委审批，待建。

## 人口
2010年末，全市常住人口566665人，户籍人口522253人。
2013年末，全市常住人口57.31万人，户籍人口526000人。至2019年末，全市常住人口59.6万人，户籍人口53.95万人。
2022年初全区户籍人口54.22万人，比上年末增加2702人，其中男性人口26.88万人，女性人口27.34万人，男女性别比为98.31。全区常住人口64.2万人，比上年末增加0.7万人。

## 教育
- 浙江农林大学位于杭州市临安区，创建于1958年，时称天目林学院，1966年更名为浙江林学院，2010年更名为浙江农林大学。经过50余年的建设，已发展成为一所以农林学科为特色，涵盖农、工、管、文、理、法、经、医、艺等九大学科门类的大学。致力于以生态为特色的校园文化建设，挂牌为“浙江省生态文化研究中心”。“两园（校园、植物园）合一”的现代化生态校园被誉为“浙江省高校校园建设的一张亮丽名片”。学校被教育部、国家林业局等单位授予“国家生态文明教育基地”。
- 浙江农林大学衣锦校区，位于临安市锦城街道衣锦街，地处老城区，用地468亩，设有3个普通学院和干部管理学院、继续教育学院和浙江农民大学和浙农林大创业孵化园。
- 杭州电子科技大学信息工程学院是一所独立学院，用地面积670亩，建筑面积17万平方米，总投资8.3亿元，2016年9月投入使用，远期在校学生规模将达1万人。
- 浙江警察学院临安校区位于临安锦北街道集贤村，共占地500余亩，总投资约6亿元，分两期进行建设。一期规划用地270亩，总建筑面积5万平方米，于2013年9月入学，临安校区建成后可容纳3500名全日制在校生。
- 杭州医学院临安校区占地500亩，2015年投入使用。临安校区将承担本科乃至研究生教育。按照规划，临安校区的办学规模将达8000人，共设13个专业。位于锦南新城区的核心区块-柯家村区块。
- 浙江公路技师学院隶属省交通厅和省公路管理局，是一所培养具有行业特色技能型、智慧型、创新型现代高技能人才的公办学院。学院青山湖科技城新校区项目拟投入建设资金4.8亿元，占地面积500亩，学生规模5000人左右。

## 文化和旅游
临安风光以自然风景为主，有西天目山、东天目山、天目石谷、清凉峰、青山湖、太湖源、瑞金洞、柳溪江漂流、石长城、浙西大峡谷、大明山、白水涧等旅游景点，其中天目山属于国家级自然保护区和森林公园。天目山禅源寺相传是佛教、韦驮菩萨的道场。
名胜古蹟还有湍口温泉、玲珑山、钱王陵园。
- 全国重点文物保护单位：临安吴越国王陵、功臣塔及功臣寺遗址、天目窑遗址群、普庆寺石塔
- 浙江省文物保护单位：西天目山墓塔群、南屏塔、昱岭关、陈家祠堂

## 友好城市
- 山西省平顺县
- 陕西省西安市雁塔区
- 上海市静安区
- 江苏省江阴市
- 台湾省嘉义市
- 德国马尔堡
- 俄罗斯维克萨
- 加拿大本拿比
- 日本静冈县藤枝市

## 特产
临安山核桃、临安天目笋干：中国地理标志产品。